# Zevenbergen (Bernheze)
Zevenbergen is een buurtschap bij Knooppunt Paalgraven in de gemeente Bernheze, in de Nederlandse provincie Noord-Brabant. 
In 2004 heeft Omroep Brabant aandacht geschonken aan het gehucht met het programma Spoorzoeker. Bij de buurtschap liggen namelijk zeven grafheuvels in een groot grafveld. Ook het Vorstengraf van Oss is 400 meter verwijderd van De Zevenbergen, zie hiervoor het Vorstengraf Oss en De Zevenbergen.
Hoofdplaats: Heesch      Woonplaatsen: Heeswijk-Dinther · Loosbroek · Nistelrode · Vorstenbosch

Buurtschappen: Beugt · Berkt · Bus · Dintherse Hoek · Donzel · Fokkershoek · Hazelberg · Hommelse Hoeven · Hooge Wijst · Kameren · Kantje · Kilsdonk · Lage Wijst · Loo · Menzel · Munnekens-Vinkel · Rakt (deels) · Rukven · Zevenbergen · Zoggel

Noord-Brabant: Steden en dorpen      Nederland: Provincies · Gemeenten